# Eudonia dupla
Eudonia dupla là một loài bướm đêm trong họ Crambidae.